# Colo (Einheit)
Der Colo war ein spanisches Längenmaß.
- Kastilien 1 Colo = 4 1/2 Pulgadas = 54 Lineas = 10,45 Zentimeter
- Madrid 1 Colo = 10 5/11 Zentimeter
- Pamplona 1 Colo = 9 9/11 Zentimeter
- San Sebastian 1 Colo = 10 ½ Zentimeter
- Saragossa 1 Colo = 10 5/11 Zentimeter
- Kuba, Mexiko, Peru 1 Colo = 10 3/5 Zentimeter